# Anceo il piccolo
Anceo (in greco antico: Ἀγκαῖος?, Ankaîos) è un personaggio della mitologia greca, detto "il piccolo" partecipò alla spedizione degli argonauti ed alla caccia al cinghiale calidonio dove trovò la morte.

## Genealogia
Anceo, cugino del suo omonimo e figlio di Poseidone Anceo, fu soprannominato "il piccolo" per essere distinto da lui.
Figlio del re di Arcadia Licurgo e di Cleophyle od Eurinome o di Antinoe, sposò Iotis che lo rese padre di Agapenore, il futuro comandante dell'esercito di Arcadia durante la guerra di Troia.

## Mitologia

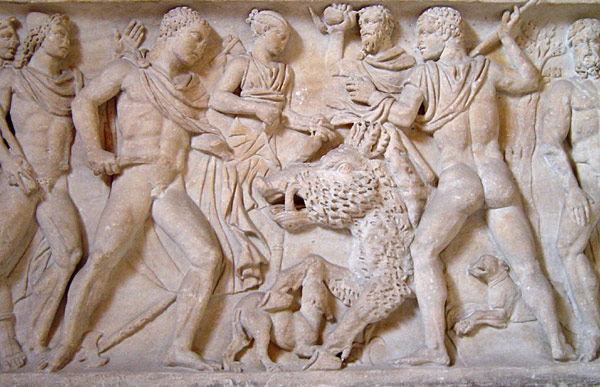
La caccia al cinghiale calidonio

Anceo ascoltò l'appello degli araldi di Giasone che era cerca di eroi per il suo viaggio in Colchide e volle parteciparvi ma suo nonno Aleo, che si opponeva al viaggio, nascose le sue armi ed armature, così si vestì con la pelle di un orso e porto un'ascia a doppio taglio come arma.
Partecipò anche alla caccia al cinghiale calidonio, dove all'inizio contestò la presenza di una donna (Atalanta) e poi intervenne gridando senza alcuna paura per affermare che il modo di cacciare degli altri non fosse quello giusto. Pensò di far vedere agli altri come si agisce e scagliò la sua lancia contro il mostro, ma il cinghiale lo colpì in pieno sventrandolo. Così Anceo cadde a terra e morì dopo pochi attimi.

### Antica
- Ovidio, Metamorfosi
- Omero, Iliade

### Moderna
- Robert Graves, I miti greci
- Angela Cerinotti, Miti greci e di Roma antica